# شیرینی و آذرخش
شیرینی و آذرخش (ژاپنی: 甘々と稲妻 هپبورن: Amaama to Inazuma) یک مجموعه مانگای ژاپنی اثر گیدو آماگاکوره است. این مانگا در مجلهٔ گود! افترنون کودانشا از مارس ۲۰۱۳ تا اوت ۲۰۱۸ منتشر و فصل‌های آن نیز در دوازده جلد تانکوبون جمع‌آوری شد. یک مجموعه انیمۀ تلویزیونی توسط تی‌ام‌اس انترتینمنت از روی این اثر اقتباس شد که از ژوئیه تا سپتامبر ۲۰۱۶ پخش شد.

## خلاصه داستان
کوهی اینوزوکا معلمی است که پس از مرگ همسرش، دخترش تسوموگی را به تنهایی بزرگ کرده است. کوهی با یکی از شاگردانش به نام کوتوری آیدا برخورد می‌کند و ماجراهایی او را که پیش از این برای دخترش بیشتر غذای آماده می‌خرید، به آشپزی سوق داد تا غذای مناسبی برای تسوموگی تهیه کند.